# Анненков Єгор Іванович
Анненков Єгор Іванович (нар. 3 травня 1941, с. Глєбово Курська область) — український політик, член КПУ (з 1963); народний депутат України II і III скликань.

## Освіта
Курський сільськогосподарський технікум з підготовки керівників кадрів колгоспів і радгоспів (1971), агроном.

## Трудова діяльність
- 1957—1974 — колгоспник, агроном колгоспу імені Артема Фатеського району.
- 1965—1966 — навчався у школі підготовки організації сільськогосподарського виробництва; агроном.
- 1969—1971 — навчався у сільгосптехнікумі. Працював секретарем Глєбовської сільради.
- 1974—1976 — тракторист, слюсар об'єднання «Сільгосптехніка», Луганська область.
- 1976—1979 — керівник відділку, механік радгоспу «Іскра» Попаснянського району Луганської області.
- 1979—1994 — робітник очисного вибою шахти «Чорноморська» ВО «Лисичанськвугілля».

## Політична діяльність
Народний депутат України 2 скликання з 04.1994 (2-й тур) до 04.1998, Лисичанський виборчий округ № 245, Луганська область, висунутий КПУ. Член Комітету з питань регламенту, депутатської етики та забезпечення діяльності депутатів. Член фракції Комуністичної партії України
Народний депутат України 3 скликання 03.1998-04.2002 від КПУ, № 27 в списку. На час виборів: Народний депутат України, член КПУ. Член Комітету з питань регламенту, депутатської етики та організації роботи ВР України (з 07.1998), член фракції КПУ (з 05.1998).
04.2002 кандидат у Народні депутати України від КПУ, № 99 в списку. На час виборів: Народний депутат України, член КПУ.